# ذعر بالشوارع (فلم)
ذعر بالشوارع (بالإنجليزية: Panic in the Streets) هو فيلم إثارة تم إنتاجه في الولايات المتحدة وصدر في سنة 1950. الفيلم من إخراج إيليا كازان.

## بطولة
- جاك بالانس

## الميزانية والإيرادات
بلغت تكلفة إنتاج الفيلم حوالي 1,400,000 دولار.

### ترشيحات وجوائز
| السنة | الحدث          | الفئة    | النتيجة  |
| ----- | -------------- | -------- | -------- |
|       | جائزة الأوسكار | أفضل قصة | فـــــوز |

## وصلات خارجية
- مقالات تستعمل روابط فنية بلا صلة مع ويكي بيانات